# Dirotus subiridescens
Dirotus subiridescens is een keversoort uit de familie loopkevers (Carabidae). De wetenschappelijke naam van de soort is voor het eerst geldig gepubliceerd in 1825 door McLeay.